# Djuna Bernard
Pour les articles homonymes, voir Bernard.
Djuna Bernard, née le 15 juin 1992, est une femme politique luxembourgeoise, vice-présidente du parti Les Verts (déi Gréng) depuis le 16 mars 2019, députée de 2018 à 2023 et depuis 2024.

## Biographie

### Formation
Elle fait ses études à l'université du Luxembourg de 2011 à 2014, où elle obtient son bachelor en histoire européenne. Dans le cadre du programme Erasmus, elle rejoint l'université libre de Berlin pour un semestre en 2013. De 2015 à 2017, elle fait son master en Non-Profit Management and Governance à l'université de Heidelberg.

### Carrière professionnelle
Après l'obtention de son bachelor en histoire, Djuna Bernard décide de prendre une année sabbatique et de faire le tour du monde. Mais avant ça, pour se financer, elle devient chargée de cours au lycée Josy Barthel à Mamer au régime préparatoire.
En 2016, elle commence à travailler en tant que chargée de mission à la Croix-Rouge luxembourgeoise. Elle est également responsable du service jeunesse pour la fondation Elisabeth - am sozialen Déngscht zu Lëtzebuerg, fonction qu'elle met en pause pour se consacrer à son poste de députée.
Djuna Bernard est, de mars 2016 à mars 2018, présidente de la Conférence générale de la jeunesse du Luxembourg (CGJL). 

### Parcours politique
À la suite des élections législatives du 14 octobre 2018, Sam Tanson fait son entrée au gouvernement comme ministre de la Culture et du Logement en date du 5 décembre 2018 dans le gouvernement de coalition entre le Parti démocratique (DP), le Parti ouvrier socialiste luxembourgeois (LSAP) et Les Verts (« déi gréng »). Le jour d'après, Djuna Bernard est assermentée afin de la remplacer à la Chambre des députés dans la circonscription Centre.
Lors d'un congrès national organisé le 16 mars 2019, Christian Kmiotek est confirmé dans sa fonction de vice-président du parti alors que Djuna Bernard est élue pour l'accompagner.  Seul candidat pour remplacer Christian Kmiotek à la co-présidence du parti, Meris Šehović devait être désigné au cours du congrès qui aurait dû avoir lieu le 27 juin 2020. Toutefois, le congrès en « mode digital » est reporté à une date ultérieure en raison de la suspicion d'infection au Covid-19 de l'un des membres du comité d'organisation. Finalement, le 9 juillet suivant, le congrès qui a lieu en ligne permet d'élire officiellement Meris Šehović à la co-présidence du parti.
En raison du retrait de la vie politique de Félix Braz et Roberto Traversini, Djuna Bernard devrait se présenter dans la circonscription du Centre pour les prochaines élections législatives prévues en octobre 2023.
En mars 2021, Djuna Bernard et Meris Šehović sont réélus à la présidence du parti en l'absence d'opposition.
Lors des Élections législatives luxembourgeoises de 2023, Djuna Bernard n’a pas été réélue en tant que Députée au sein de la Chambre des députés (Luxembourg).